# .info
.info è un dominio di primo livello generico.
Amministrato dalla società statunitense Identity Digital (originariamente Afilias), è stato uno dei sette domini generici introdotti negli anni 2000, non presente nella RFC 920.